# 西公園 (福岡市)
座標: 北緯33度35分53.1秒 東経130度22分31.5秒 / 北緯33.598083度 東経130.375417度
西公園（にしこうえん）は、福岡県福岡市中央区の町丁であり、町内の一部において福岡県が運営する都市公園（風致公園）の名称でもある。行政地名（丁目の設定がない単独町名）としての西公園は全域で住居表示が実施済みである。町内の面積は約27.39ヘクタール、このうち公園の面積は約17.0ヘクタール。2022年9月末現在の人口は1,182人。郵便番号は810-0061。

## 地理（町域）
町域としての西公園は福岡市の都心部とされる中央区天神等の西北西約2.5キロメートル、中央区の北部に位置する。地形は大部分が丘陵状で、かつては「荒津山（荒戸山）」と呼ばれていた。北で荒津及び港と、東で港と、南で荒戸と、西で伊崎及び福浜と隣接する。町域内は光雲神社を含めた公園施設や、福岡教育大学附属福岡小学校・福岡教育大学附属福岡中学校、立帰天満宮、福岡市中央市民プール、ホテルポートヒルズ福岡（旧福岡船員厚生会館）などがあり、一部で住宅地としての土地利用もなされている。

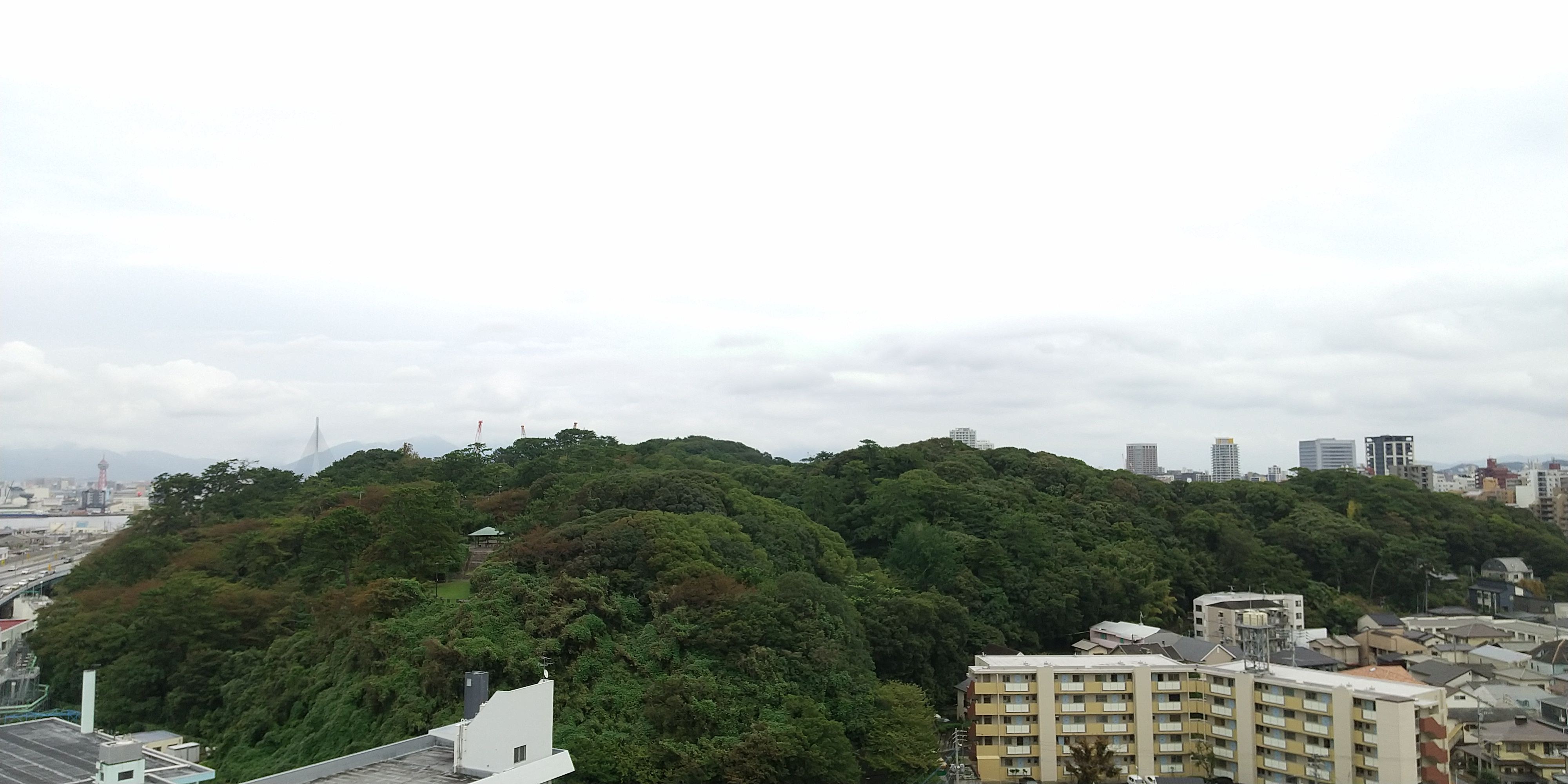
(旧称)荒津山遠景

### 町域の変遷
| 住居表示実施後 | 実施年月日         | 住居表示実施前（各町名ともにその一部）       |
| -------------- | ------------------ | -------------------------------------------- |
| 西公園         | 1966年（昭和41年） | 谷町・北湊町・荒戸村・西港町・荒戸町・伊崎浦 |

## 福岡県営西公園の概要
全体が丘陵地で展望広場からは博多湾が一望できる。園内は自生のマツ・シイ・カシが茂り、またサクラ・ツツジが植栽された風致公園である。サクラは約3000本あり、日本さくら名所100選に選定される。
古くから荒津山ないし荒戸山と呼ばれていた。江戸時代になり、福岡藩によって東照宮が建立されたが、明治になって廃祀されしばらくは荒れるに任されていた。1873年（明治6年）の太政官布告に基づいて1881年（明治14年）に公園地「荒津山公園」とされた。1885年（明治18年）には園地を広げてサクラやカエデを植栽。1900年（明治33年）に西公園と改めるとともに県の管理となった。
太平洋戦争前までは平野国臣・加藤司書・吉岡友愛の3体のブロンズ像があったものの福岡大空襲で破壊され、平野国臣像のみが戦後に再建された。
1949年（昭和24年）には、昭和天皇の戦後巡幸があり、公園から市内の復興状況と大博多港の建設状況を視察した。
かつては海岸であった公園北側は、荒津地区として1970年（昭和45年）に埋め立て竣工し、128基の貯油施設を有する石油中継基地として博多港の重要な役割の1つを担う。北側にはまた福岡都市高速が走っている。

## 福岡県営西公園の施設

### 広場、展望デッキ
- 展望台広場（荒津山の頂、写真）[注釈 1]
- 多目的広場[注釈 2]
- 中央展望広場(写真)[注釈 3]
- 西側展望広場(写真1、写真2)[注釈 4]
- 東側展望広場(写真)[注釈 5]
- 荒津の丘（万葉ふれあい広場、写真）[注釈 6]
- さくら谷[注釈 7]
- もみじ谷(写真)[注釈 8]
- つつじ谷[注釈 9]
- ビロウ林（学名：Livistona Chinensis、写真）[注釈 10]
- 光雲神社の参道（福岡市中央区西公園）

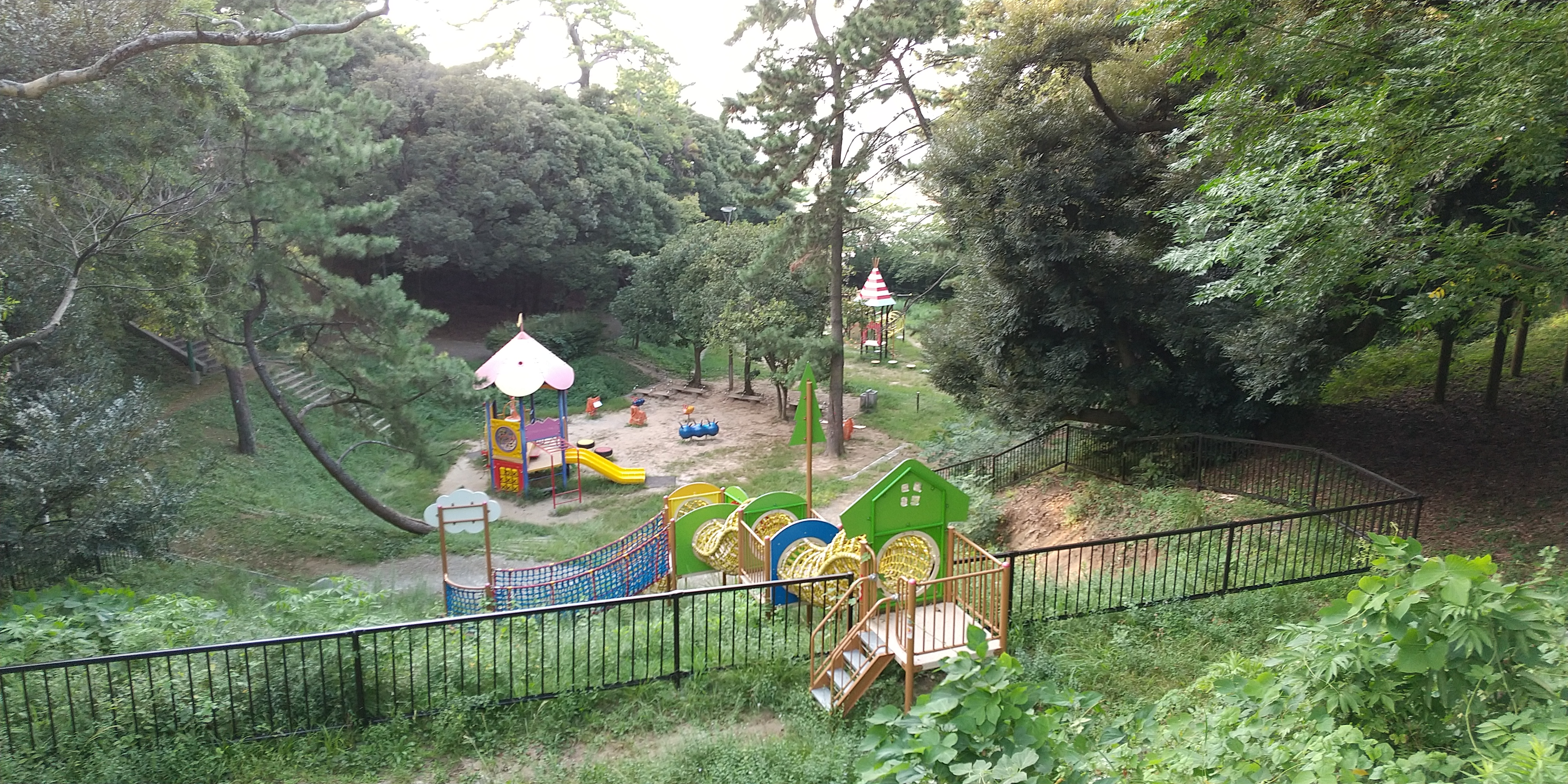
多目的広場
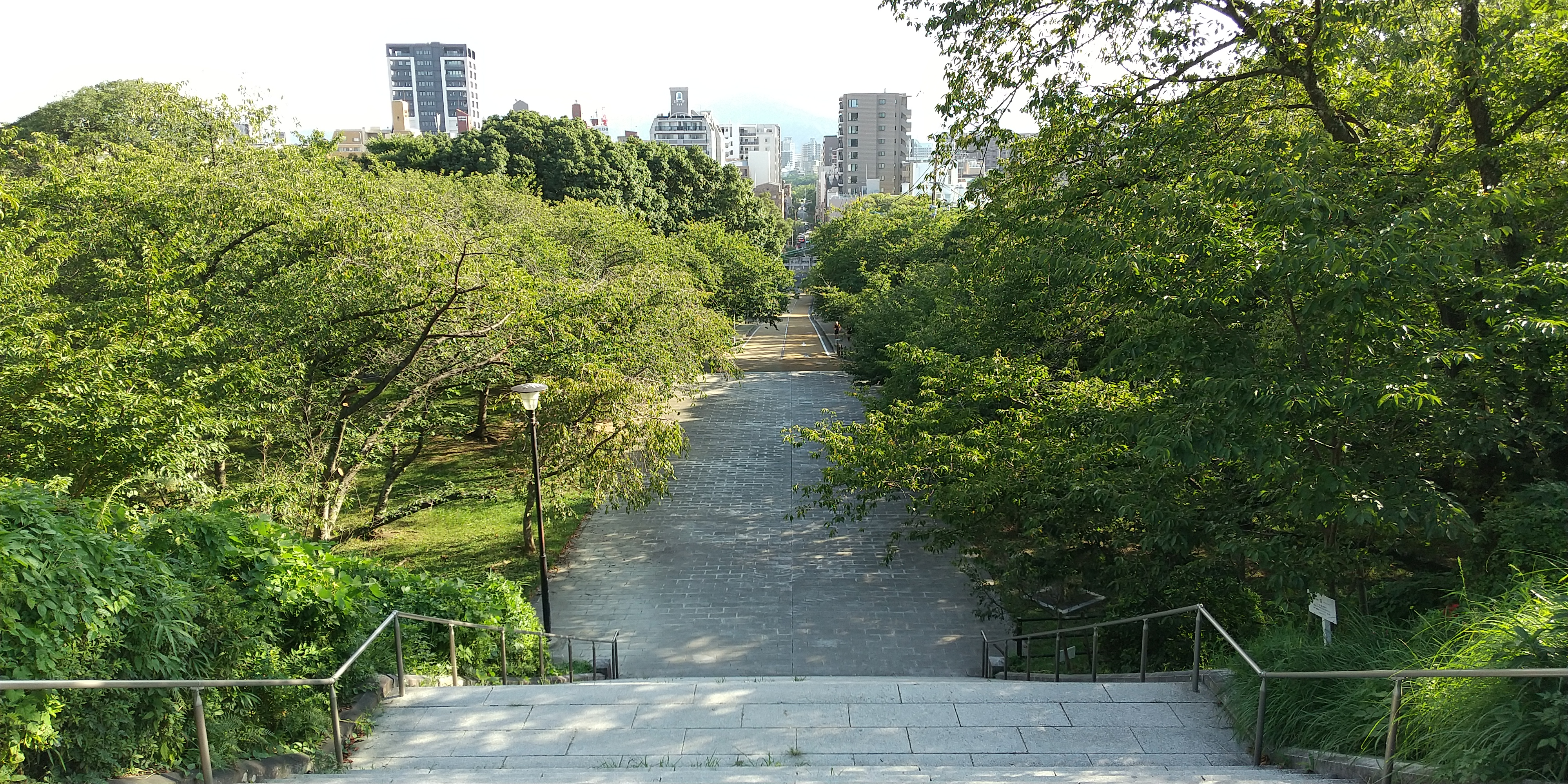
光雲神社の参道

### 名所・旧跡
- 光雲神社[注釈 11]
- 母里太兵衛像（光雲神社内）[注釈 12]
- 目薬の木(写真)[注釈 13]
- 黒漆塗桃形大水牛脇立兜（くろうるしぬりももなりだいすいぎゅうわきだてかぶと）の像[注釈 14]
- 立帰天満宮（たちかえりてんまんぐう）[注釈 15]
- 荒津神社（あらつじんじゃ）[注釈 16]
- 日吉神社（ひよしじんじゃ）[注釈 17]
- 堅盤神社（かきわじんじゃ）[注釈 18]
- 中司孫太郎稲荷神社（なかつかさそんたろういなりじんじゃ）[注釈 19]
- 皇太子嘉仁親王殿下御手栽松櫻の石碑[注釈 20]
- 加藤司書歌碑[注釈 21]
- 記念櫻碑[注釈 22]
- 万葉歌碑（荒津の崎）[注釈 23]
- 徳富蘇峰詩碑
- 平野国臣像
- 底曳網漁船殉難者慰霊碑[注釈 24]
- 荒津公園成立の記念碑[注釈 25]

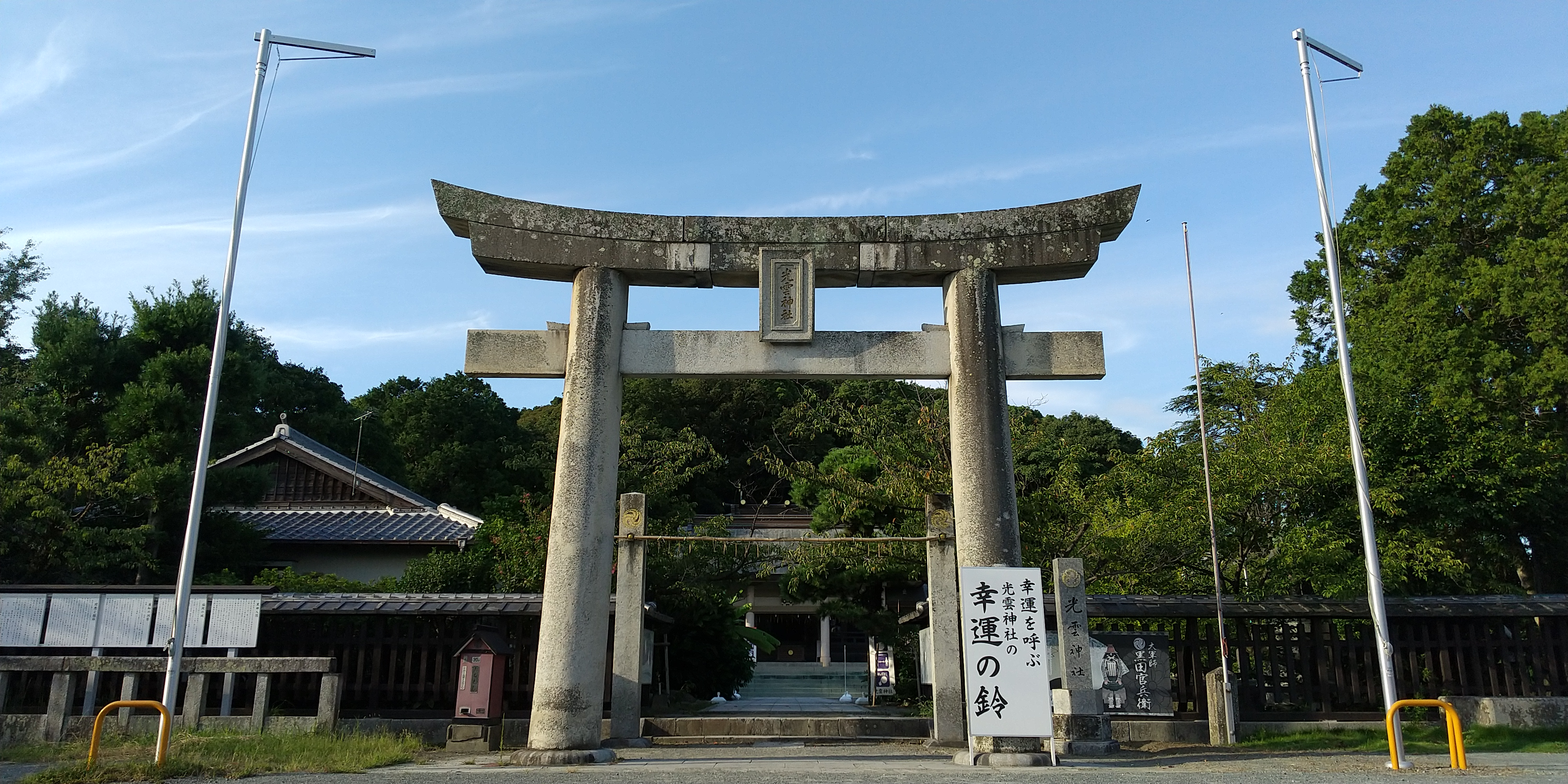
光雲神社
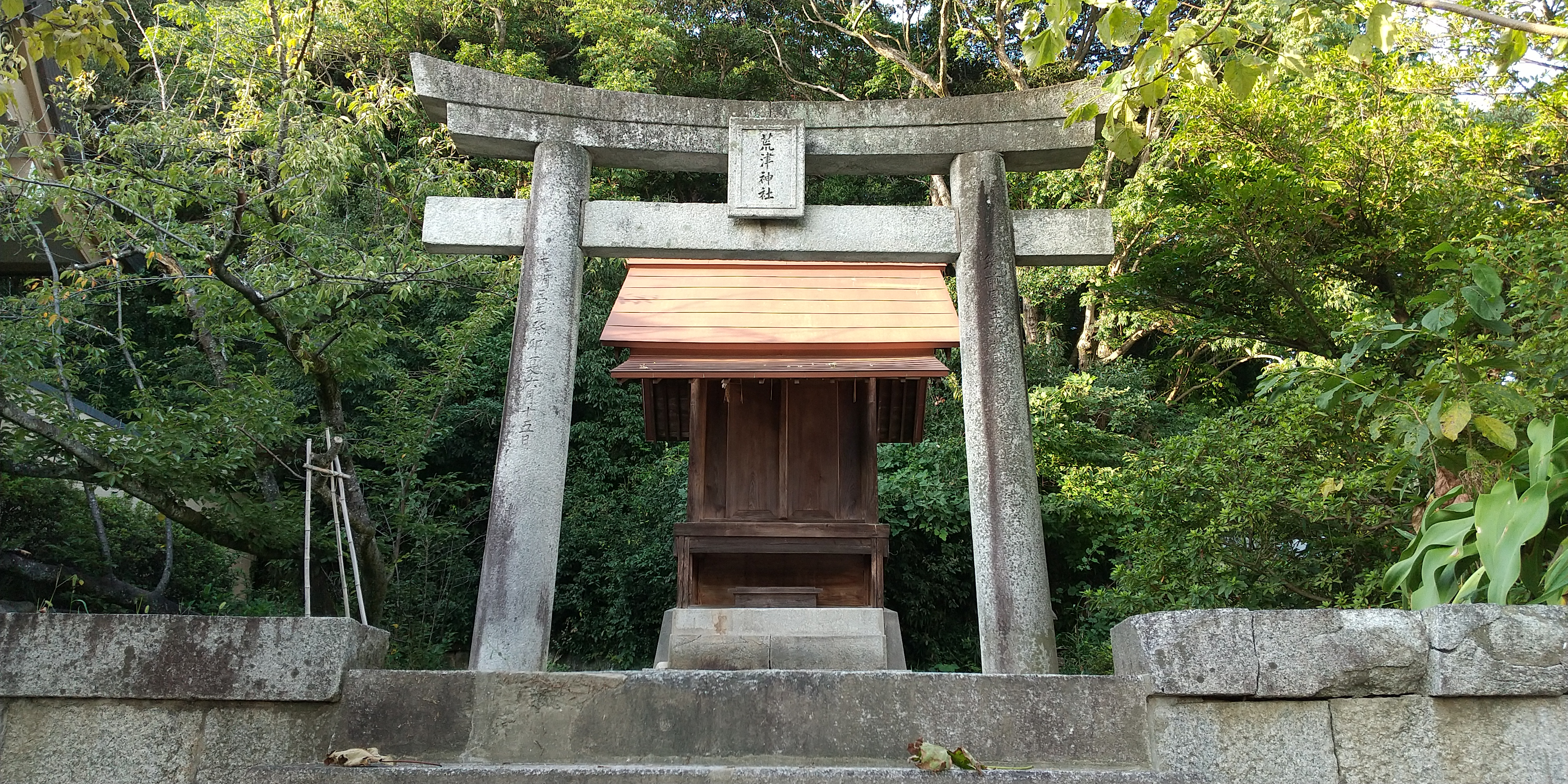
荒津神社
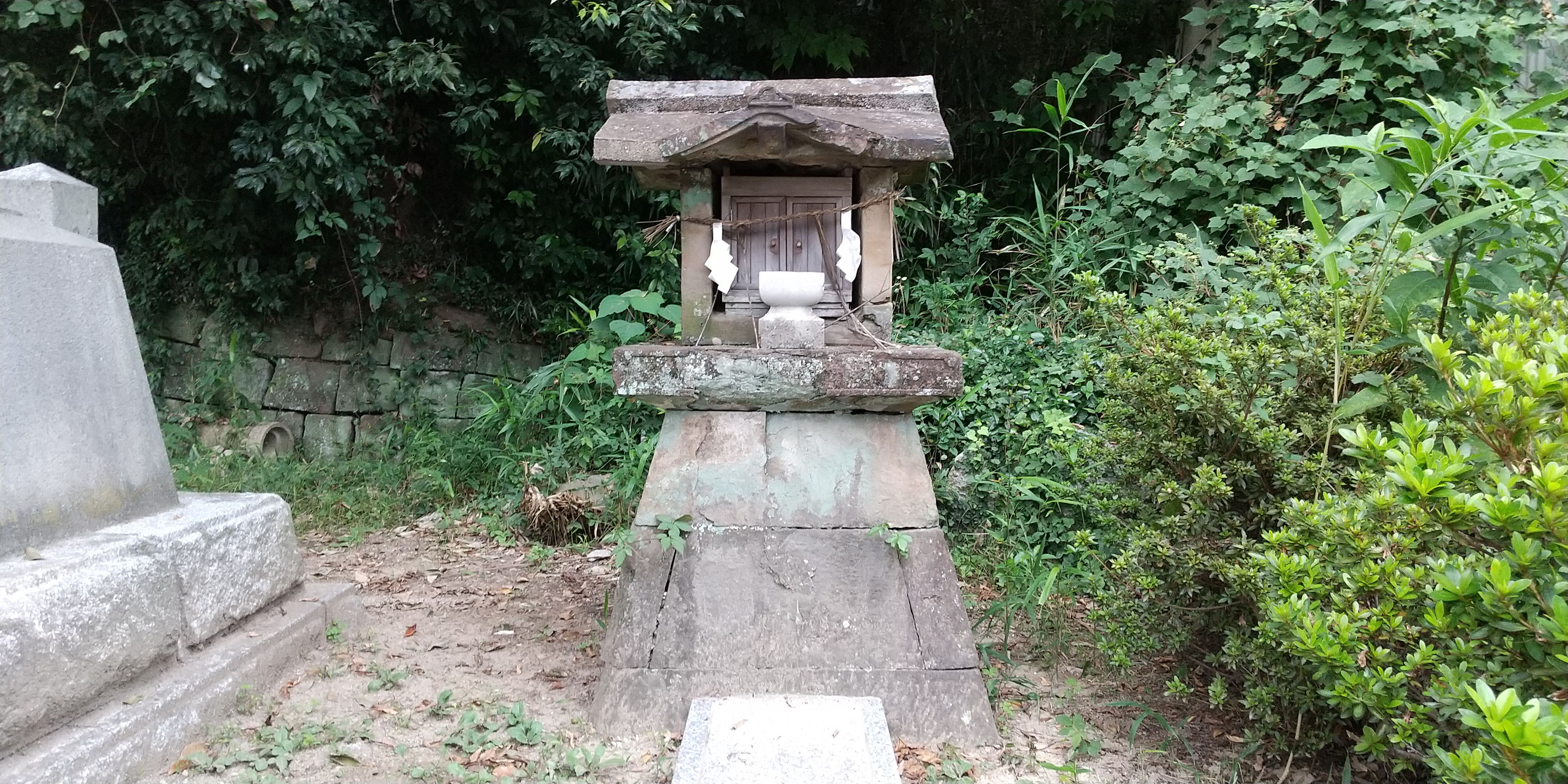
日吉神社
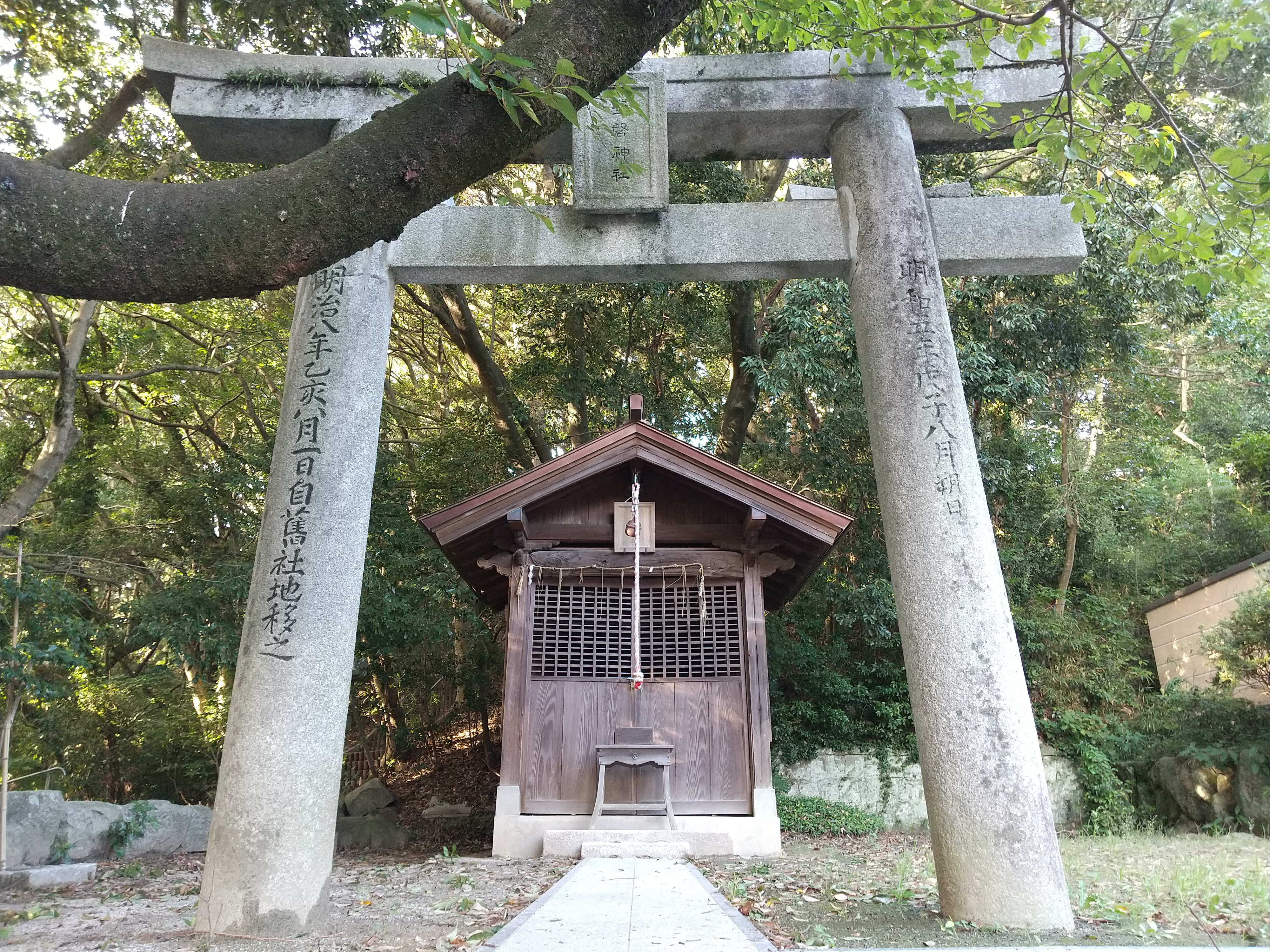
堅盤神社
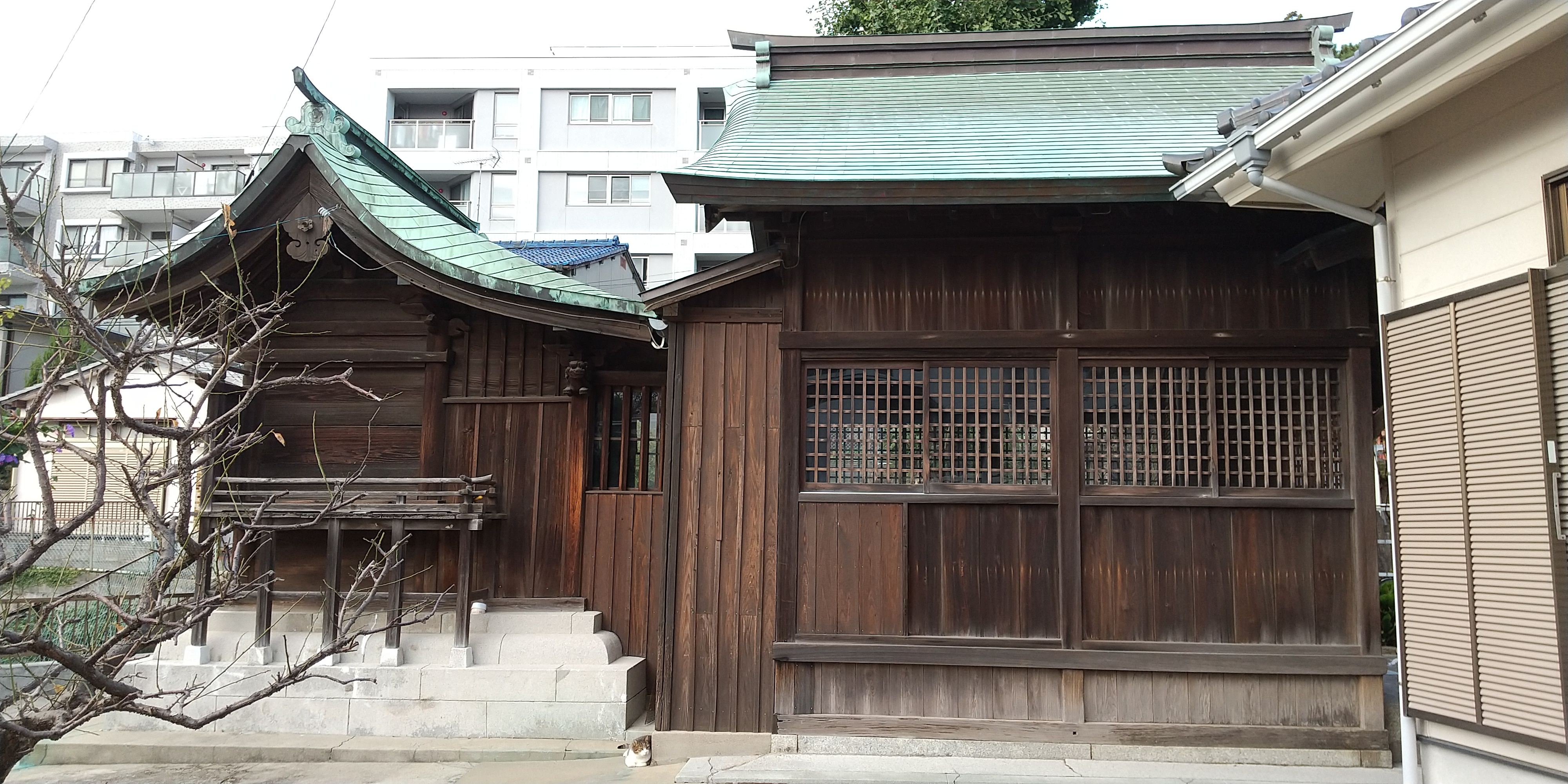
立帰天満宮
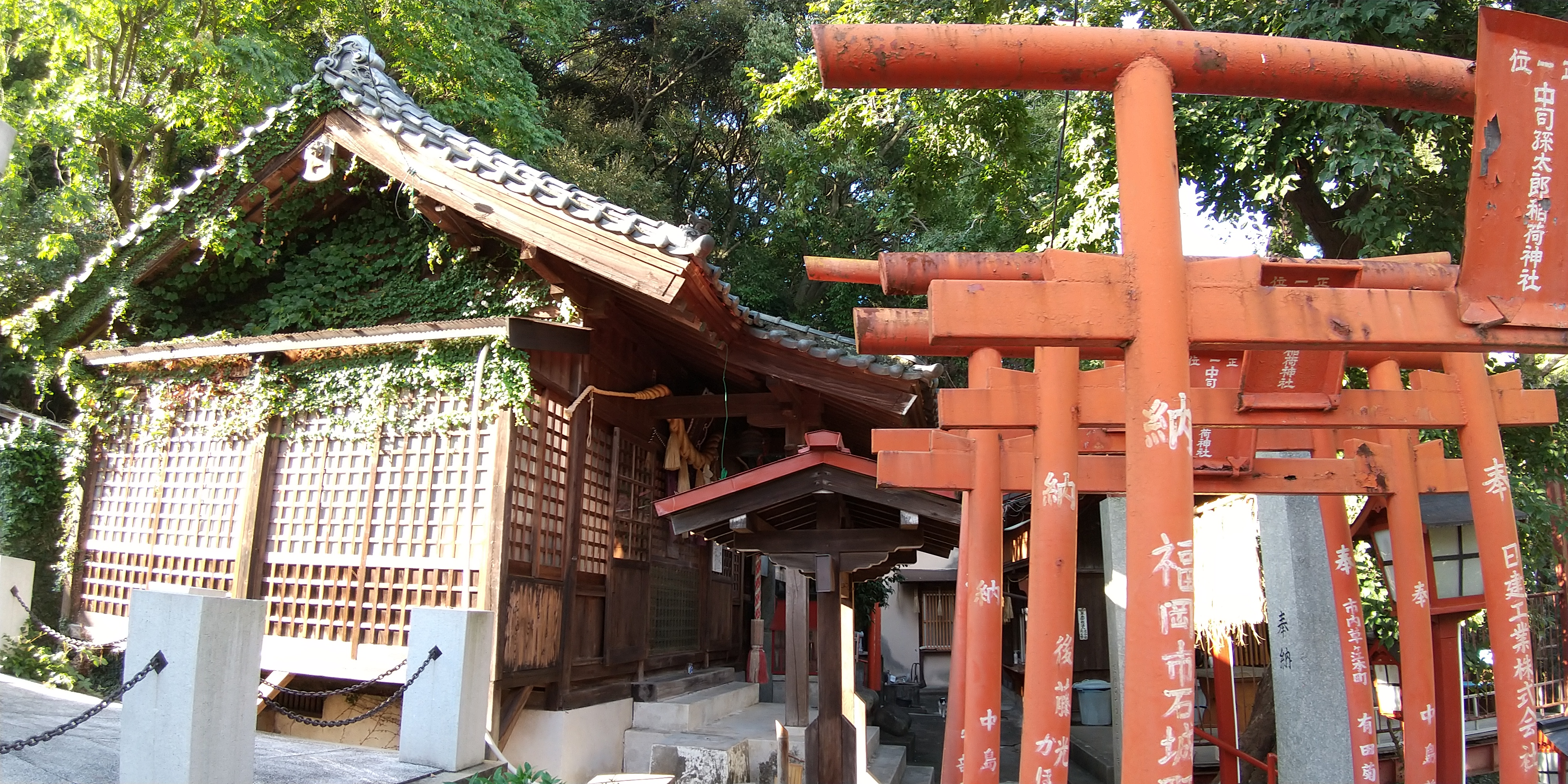
中司孫太郎稲荷神社
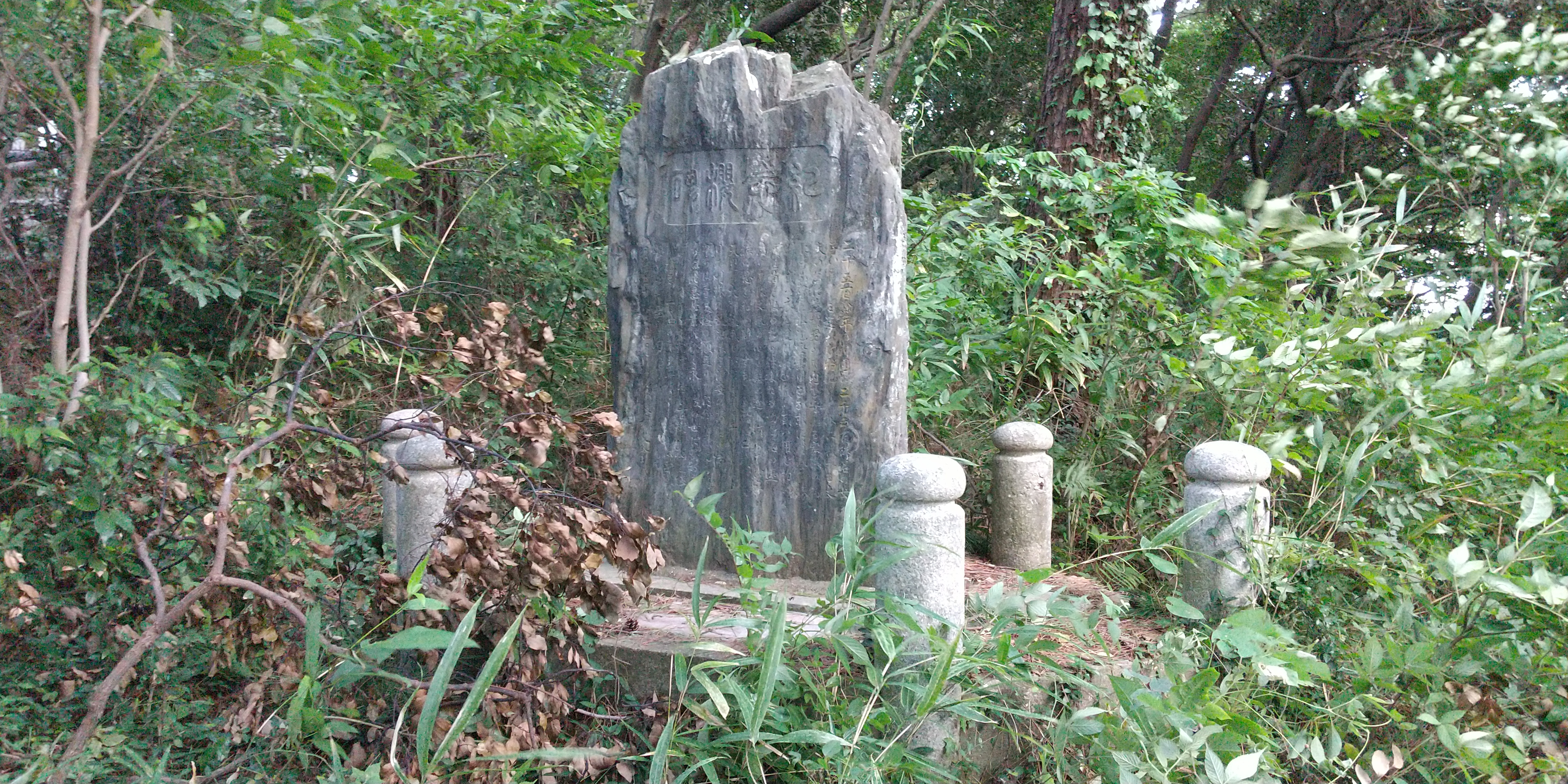
記念櫻碑
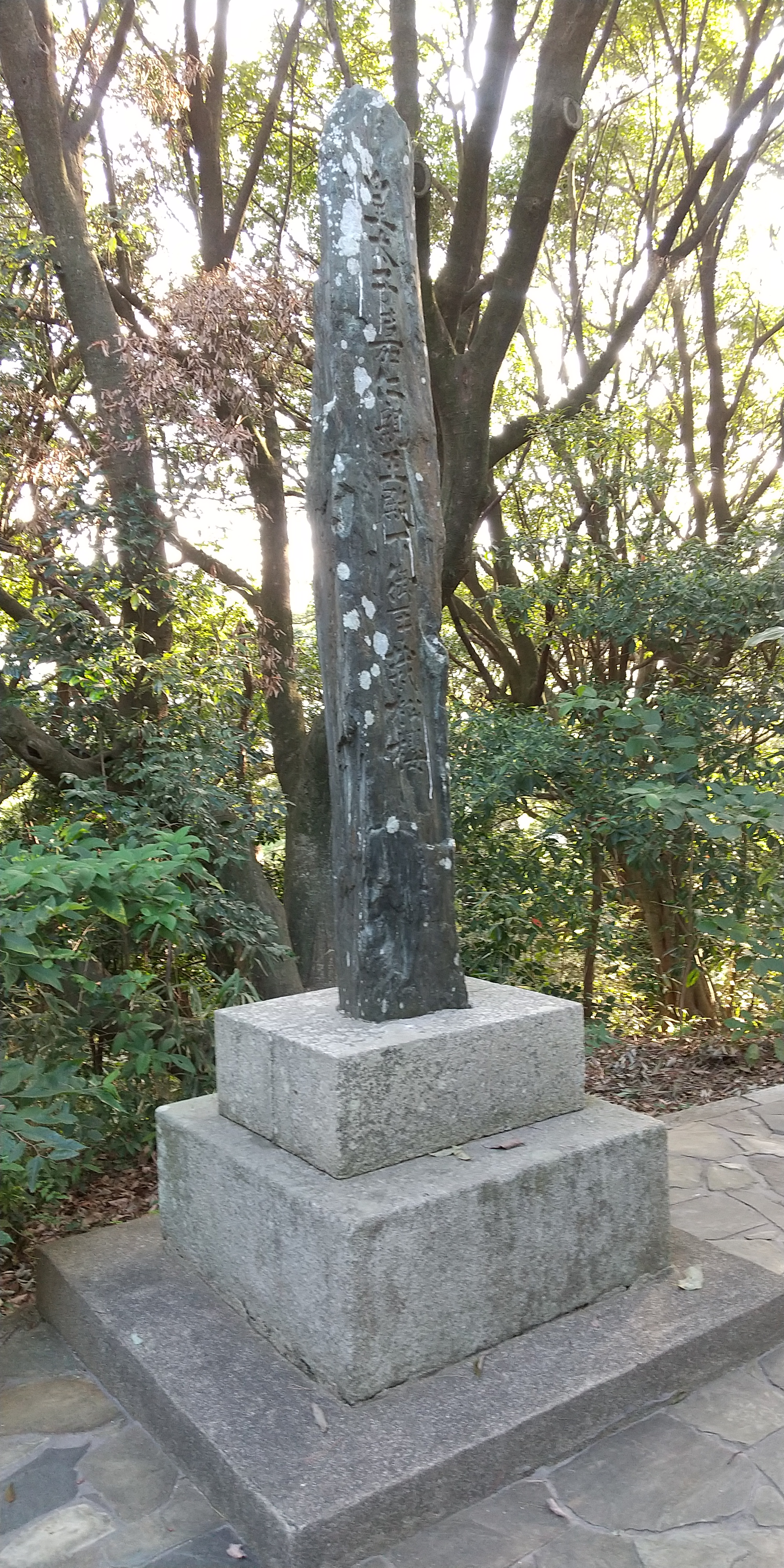
皇太子嘉仁親王殿下御手栽松櫻の石碑
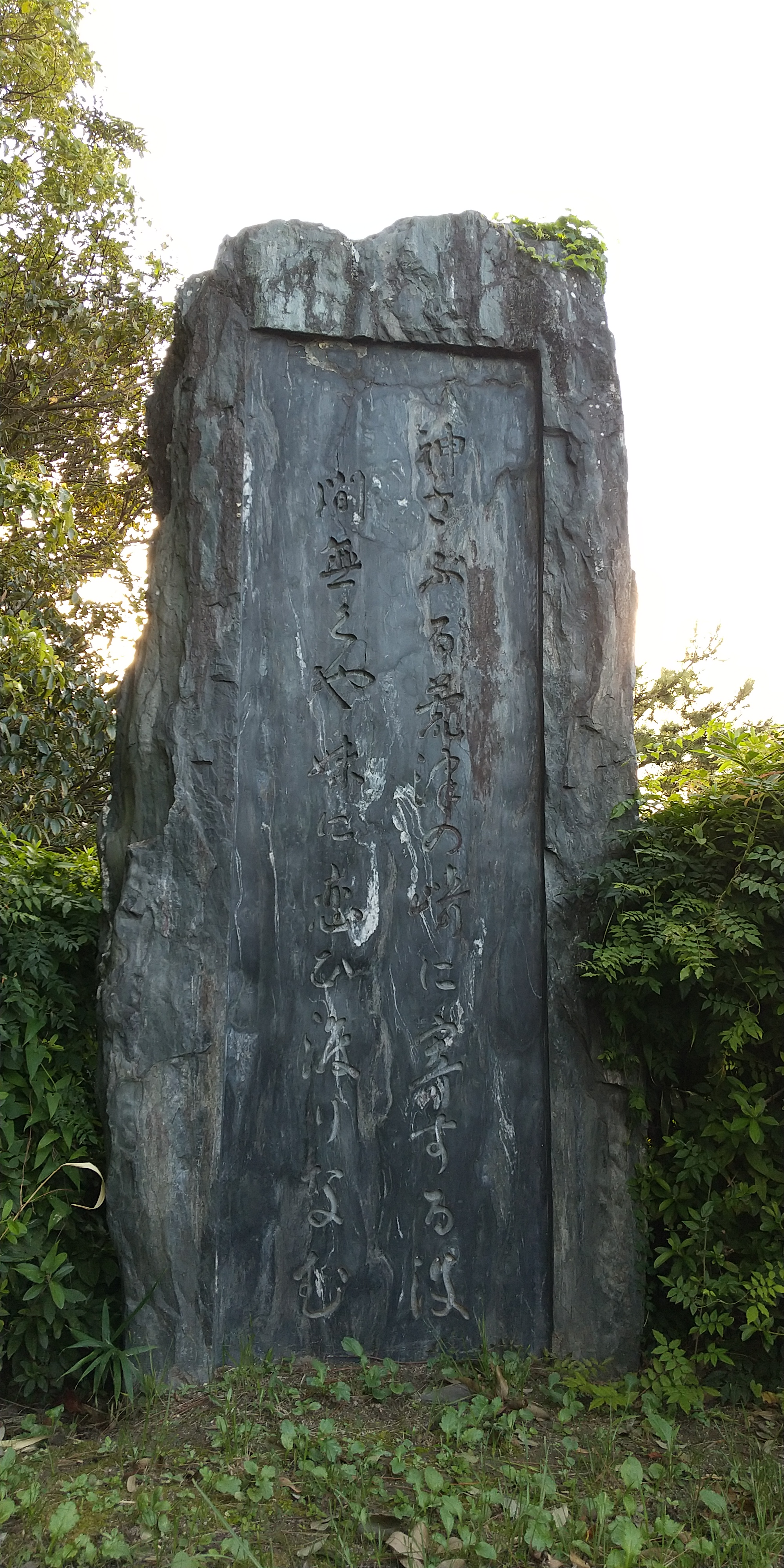
万葉歌碑（荒津の崎）
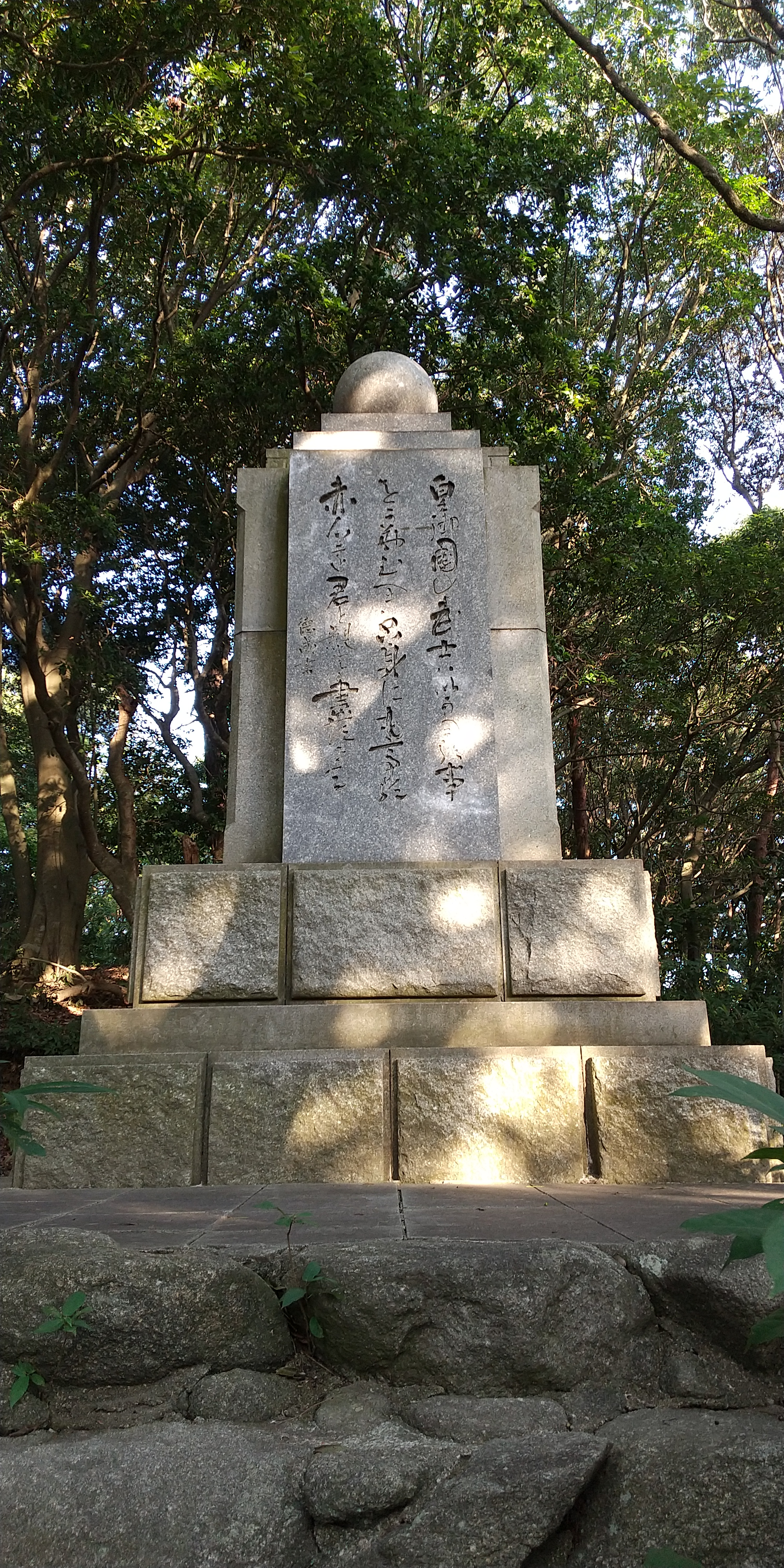
加藤司書歌碑
平野国臣像
母里太兵衛像
黒漆塗桃形大水牛脇立兜の像(手水舎)
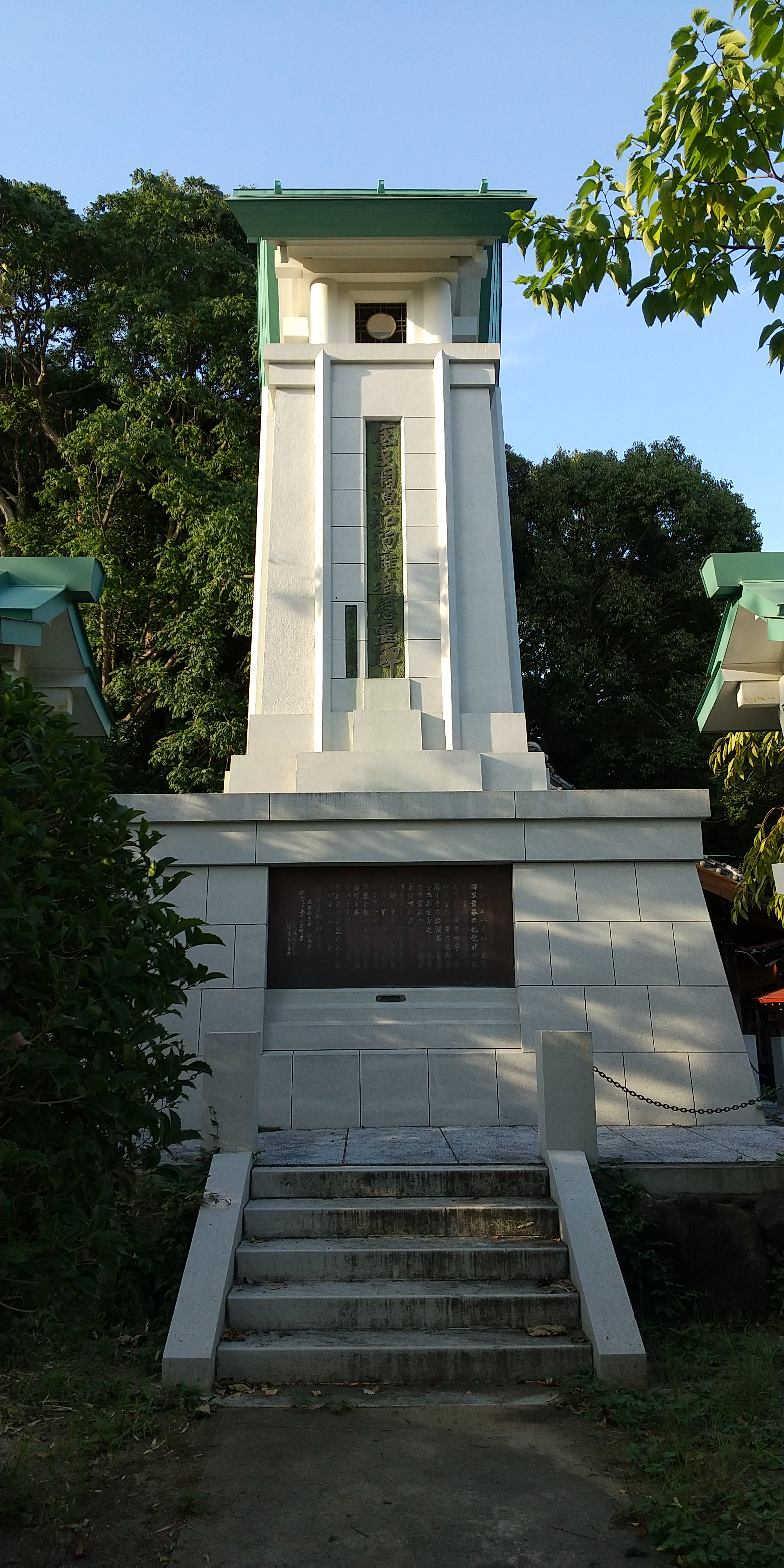
底曳網漁船殉難者慰霊碑
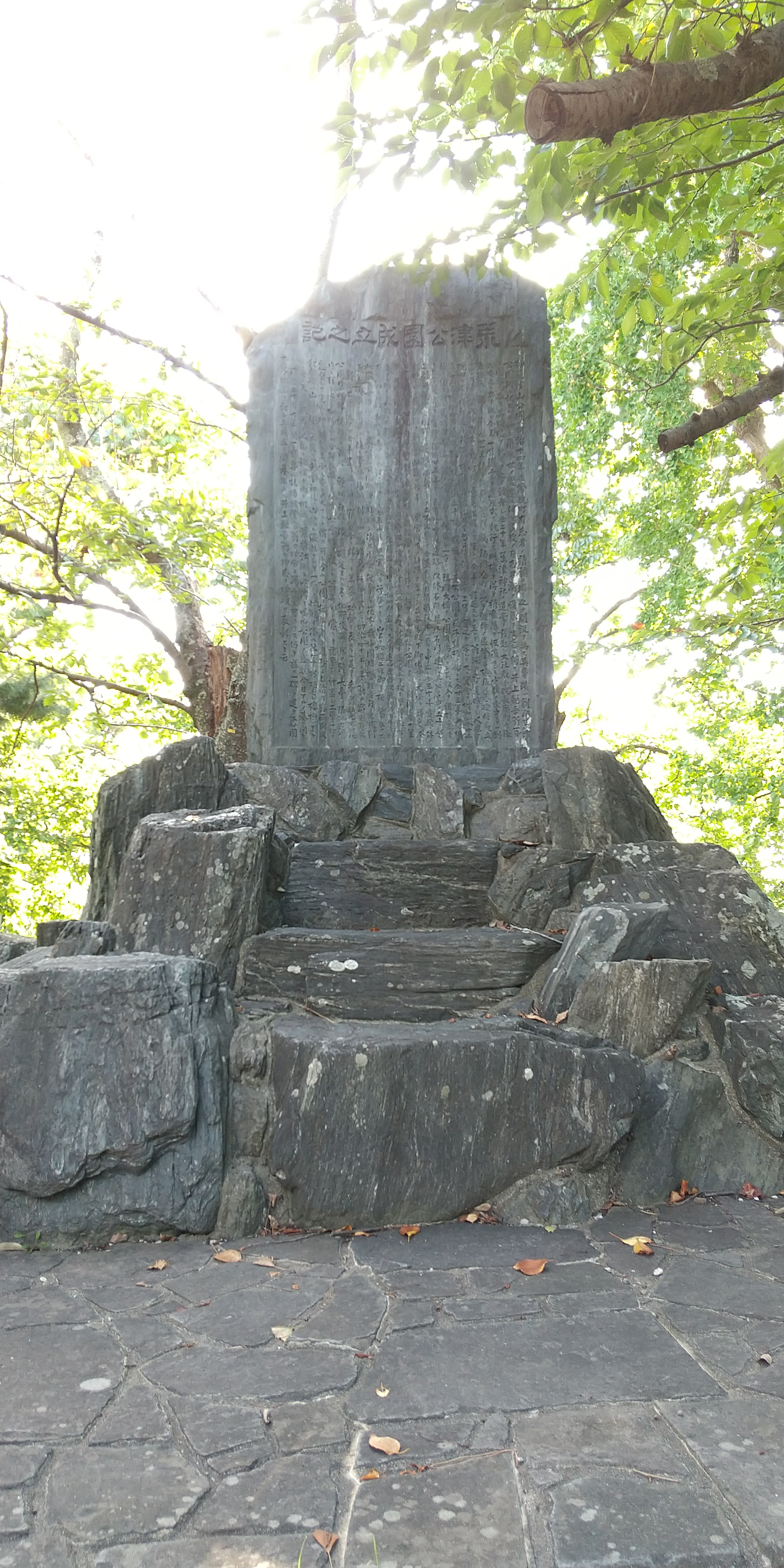
荒津公園成立の記念碑

### 商業施設
- 今屋のハンバーガー 西公園本店（中央展望広場内）
- 鵜来見亭（うぐみてい、写真）[注釈 26]

### その他の施設
- 舞鶴館（ぶがくかん、写真）[注釈 27]
- 九州大学理学部地形変動観測所(写真)[注釈 28]

## 人口
西公園の人口の推移を福岡市の住民基本台帳（公称町別）に基づき示す（単位：人）。集計時点は各年9月末現在である。
- 2001年（平成13年）：991
- 2002年（平成14年）：980
- 2003年（平成15年）：962
- 2004年（平成16年）：930
- 2005年（平成17年）：1,046
- 2006年（平成18年）：1,071
- 2007年（平成19年）：1,050
- 2008年（平成20年）：1,036
- 2009年（平成21年）：1,033
- 2010年（平成22年）：1,012
- 2011年（平成23年）：1,039
- 2012年（平成24年）：1,053
- 2013年（平成25年）：1,133
- 2014年（平成26年）：1,151
- 2015年（平成27年）：1,157
- 2016年（平成28年）：1,147
- 2017年（平成29年）：1,145
- 2018年（平成30年）：1,132
- 2019年（令和元年）：1,130
- 2020年（令和2年）：1,153
- 2021年（令和3年）：1,176
- 2022年（令和4年）：1,182

## 町域内の施設（県営西公園以外）

### 公共・公益施設
- 福岡市中央市民プール(写真)[注釈 29]
- ホテルポートヒルズ福岡(写真)[注釈 30]
- 裁判所職員総合研修所福岡分室(写真)[注釈 31]

### 学校

#### 市立の小・中学校
町内に福岡市立の小・中学校は存在しないが、校区については、それぞれの地区について次のとおりである。
- 西公園1番及び2番の校区
  - 小・中学校：福岡市立舞鶴小中学校（小中併設校）[注釈 32]
- 西公園3番から14番までの校区
  - 小学校：福岡市立当仁小学校（とうにんしょうがっこう）[注釈 33]
  - 中学校：福岡市立当仁中学校（とうじんちゅうがっこう）[注釈 34]

#### 国立大学法人の小・中学校
国立大学法人の学校は次のとおりである。
- 福岡教育大学附属福岡小学校(写真)[注釈 35]
- 福岡教育大学附属福岡中学校[注釈 36]

## 周辺の施設
- 西日本短期大学[注釈 37]
- 福岡大学附属若葉高等学校[注釈 38]
- 福岡市立福浜小学校[注釈 39]
- 福岡市立当仁小学校[注釈 40]
- 福岡市立当仁中学校[注釈 41]
- 福岡市下水道局中部水処理センター[注釈 42]
- 日本バプテスト福岡基督教会[注釈 43]
- 汀幼稚園（みぎわようちえん）[注釈 44]
- 福岡高速1号線西公園出入口[注釈 45]
- 荒津大橋[注釈 46]
- 福岡造船株式会社福岡工場[注釈 47]

## 交通

### 鉄道
鉄道については、福岡市交通局が運営する地下鉄の福岡市地下鉄空港線が地区の南方に通っており、大手門、城内、荒戸及び大濠公園に跨る位置に次の駅がある。
- 大濠公園駅（道程：0.8～1.7キロメートル、徒歩：約8分）

また、西公園の西側の一部からは次の駅が近い。
- 唐人町駅（道程：約0.8～2.0キロメートル）

### 路線バス
バスについては、西日本鉄道株式会社が運営する西鉄バスが運行しており、次の停留所がある。
- 荒戸荒津線沿い：港郵便局前、港銀座通（荒戸一丁目・港二丁目）
- 那の津通り沿い：荒戸二丁目
- 港福浜線沿い：中央市民プール
- 明治通り沿い：大濠公園、黒門

### 道路
主な幹線道路は次の通り。

#### 都市高速道路
都市高速道路としては、北側に福岡高速環状線が通っており、最寄りの出入口は次の通り。
- 西公園出入口（施設：料金所・ランプ、道程：約0.2～1.4キロメートル）

#### 県道
- 谷荒戸線（北端で接する。写真）

#### 市道
- 港福浜線(写真)
- 荒戸荒津線(写真)